# AA Anapolina
Associação Atlética Anapolina – brazylijski klub piłkarski z siedzibą w mieście Anápolis leżącym w stanie Goiás.
Głównym derbowym rywalem klubu Anapolina jest klub Anápolis.

## Osiągnięcia
- Wicemistrz drugiej ligi brazylijskiej (Campeonato Brasileiro Série B): 1981
- Wicemistrz stanu Goiás (Campeonato Goiano) (3): 1981, 1983, 2000
- Mistrz miasta Anápolis (5): 1949, 1950, 1951, 1952, 1960

## Historia
Klub Anapolina założony został 1 stycznia 1948 roku, wkrótce po tym, jak zbankrutował klub Anápolis Sport. Nowy klub swój pierwszy mecz rozegrał 18 kwietnia 1948 roku z klubem Ferroviário Araguari. Anapolina wygrała 3:2. Pierwszy mecz z klubem z innego stanu Annapolina rozegrała 11 marca 1949 roku. Przeciwnikiem był Bangu AC Rio de Janeiro, który pokonał Anapolinę 4:2.